# Scogliera a Etretat
Scogliera a Étretat è un dipinto a olio su tela (66x81 cm) realizzato nel 1886 dal pittore francese Claude Monet. È  conservato nel Museo Puškin di Mosca.
Nel settembre del 1886 Monet soggiorna a Étretat per la seconda volta.